# Aciagrion pallidum
Aciagrion pallidum е вид водно конче от семейство Coenagrionidae. Видът е незастрашен от изчезване.

## Разпространение
Разпространен е в Бангладеш, Виетнам, Индия (Аруначал Прадеш, Асам, Бихар, Гоа, Западна Бенгалия, Карнатака, Керала, Мадхя Прадеш, Манипур, Махаращра, Мегхалая, Ориса, Сиким, Тамил Наду, Трипура и Утар Прадеш), Камбоджа, Китай, Лаос, Мианмар, Непал и Тайланд.